# Daniel B. Strickler

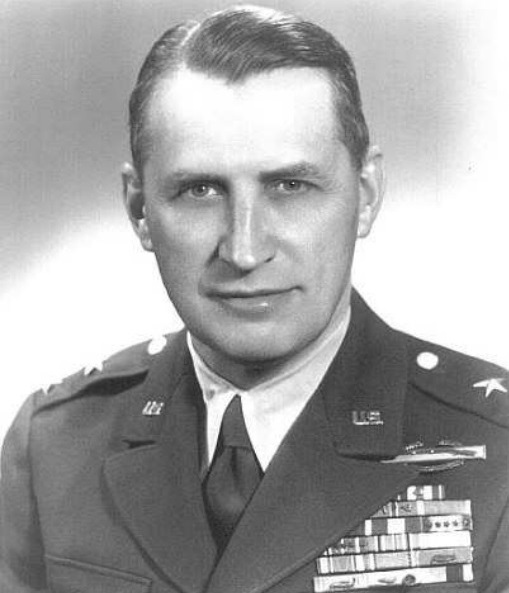
Daniel B. Strickler

Daniel Bursk Strickler (* 17. Mai 1897 in Lancaster, Pennsylvania; † 29. Juni 1992 ebenda) war ein US-amerikanischer Politiker. Zwischen 1947 und 1951 war er Vizegouverneur des Bundesstaates Pennsylvania.

## Werdegang
Daniel Strickler absolvierte die Columbia High School. Im Jahr 1916 trat er in die Nationalgarde Pennsylvanias ein, die während eines Grenzkonflikts mit Mexiko an die dortige Grenze beordert wurde. Anschließend gehörte er den amerikanischen Expeditionsstreitkräften während des Ersten Weltkrieges an. Bis 1959 blieb er Mitglied der Nationalgarde seines Staates. Er nahm auch am Zweiten Weltkrieg in Europa und am Koreakrieg teil. Bei seinem Ausscheiden aus der Nationalgarde hatte er den Rang eines Generalmajors erreicht. Für seine militärischen Leistungen in diesen vier Kriegen wurde er mit mehreren Orden ausgezeichnet, darunter der Silver Star, der Bronze Star und die Legion of Merit.
Nach einem Jurastudium an der Cornell Law School und seiner 1922 erfolgten Zulassung als Rechtsanwalt begann er in Lancaster in diesem Beruf zu arbeiten. Gleichzeitig schlug er als Mitglied der Republikanischen Partei eine politische Laufbahn ein. Anfang der 1930er Jahre saß er als Abgeordneter im Repräsentantenhaus von Pennsylvania. 1932 wurde er Polizeichef von Lancaster. Im Jahr 1946 wurde Strickler an der Seite von James H. Duff zum Vizegouverneur von Pennsylvania gewählt. Dieses Amt bekleidete er zwischen 1947 und 1951. Dabei war er Stellvertreter des Gouverneurs und Vorsitzender des Staatssenats. Kurz vor dem Ende seiner Amtszeit trat er zurück, um am damals ausgebrochenen Koreakrieg teilzunehmen. Später praktizierte er wieder als Anwalt. Er war Mitglied zahlreicher Organisationen und Vereinigungen. Daniel Strickler starb am 29. Juni 1992 in seiner Heimatstadt Lancaster.